# جعرانة
جِعْرَانة (بكسر الجيم وتسكين العين)، مدينة وكانت قرية صغيرة قريبة من المسجد الحرام، تقع في وادي الجعرانة، على بعد 20 كلم شمال شرق مكة المكرمة، اكتسبت شهرة تاريخية بنزول الرسول ﷺ فيها وتوزيع الغنائم بها بعد عودته من غزوة حنين ، بها مسجد جدد حديثاً وآبار، ونقوش كتابية بخط كوفي يرجع تاريخها لصدر الإسلام، على إحدى الصخور التي تقع قبل الوصول إلى المسجد بحوالي 2 كلم يميناً.

يوجد بها مسجد الجعرانة الذي بني قبل القرن الثالث الهجري، وهو المكان الذي صلى فيه الرسول صلى الله عليه وسلم بعد عودته منتصراً على ثقيف وحليفتها هوازن في وادي حنين في السنة الثامنة من الهجرة.

## مركز جعرانة

### أهم المعالم

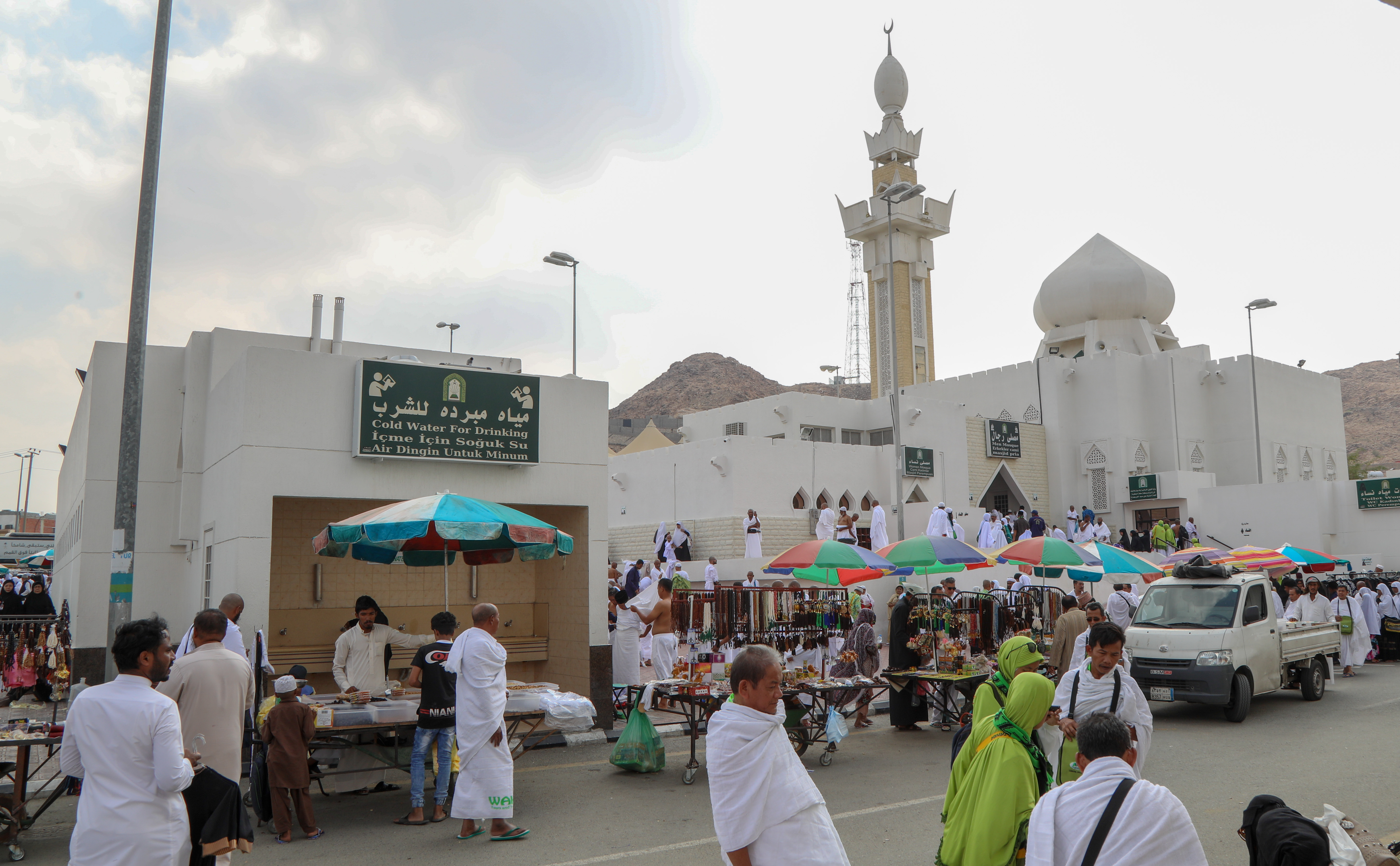
مسجد الجعرانة

- مسجد الجعرانةمسجد الجعرانة: أحد مساجد مكة المكرمة، والجعرانة فيها مسجد يعتمر منه أهل مكة، وهي حد الحرم المكي من الجهة الشمالية الشرقية لمكة المكرمة،